# Limit Yok
Limit Yok è un singolo del rapper tedesco Summer Cem, pubblicato il 28 giugno 2024 come unico estratto dalla riedizione dell'undicesimo album in studio Siki Jackson Moonwalk Edition.

## Descrizione
Il brano, prodotto da Geenaro, Ghana Beats, Sukh Cess e Xstzy, presenta la collaborazione del rapper italiano Geolier.
Musicalmente la canzone è composta con un tempo allegro di 143 battiti per minuto e in tonalità di Do diesis maggiore.

## Video musicale
Il video musicale relativo al brano, diretto da Johnny Dama, è stato pubblicato sul canale YouTube del rapper in concomitanza con l'uscita del singolo.

## Tracce
Download digitale
Testi di Cem Toraman, Gennaro Alessandro Frenken, Mvuana Stone Kikayawerden, Dennis Atuahene Opoku, Emanuele Palumbo e Sukhbir Singh Saini, musiche di Gennaro Alessandro Frenken, Mvuana Stone Kikayawerden, Dennis Atuahene Opoku, Sukhbir Singh Saini.
1. Limit Yok (feat. Geolier) – 2:34

Streaming
Musiche di Gennaro Alessandro Frenken, Dennis Atuahene Opoku.
1. Mashalla (feat. Billa Joe) – 2:48 (testo: Joe Basaula, Gennaro Alessandro Frenken, Dennis Atuahene Opoku, Tigran Surnachjan, Cem Toraman)
2. Warner Cash (feat. Faroon) – 2:40 (testo: Mohammad Faron, Gennaro Alessandro Frenken, Dennis Atuahene Opoku, Cem Toraman)